# Via dell'Ulivo
Via dell'Ulivo è una strada del centro storico di Firenze, tra via Michelangelo Buonarroti e via Giuseppe Verdi; a metà circa del tracciato, è intersecata da via de' Pepi. 

## Storia e descrizione
Come altre vie a "vocazione botanica" nella stessa zona (via della Rosa, via del Fico...), anticamente la strada chiamata "via del Giardino". 
La strada non aveva una buona fama: vi si trovava infatti uno dei quattro bordelli pubblici autorizzati dall'amministrazione granducale. Gli altri erano in Mercato Vecchio, al canto ai Quattro Pagoni e in via Mozza. Più in generale nella zona si concentravano le abitazioni delle prostitute, le taverne e le bische, tollerate poiché qui non confinavano in prossimità con nessun monastero né con abitazioni nobiliari.
La via è posta all'interno dell'area interessata dall'intervento di 'risanamento' della zona avviato nel 1936, che portò alla distruzione delle vecchie case che qui insistevano: il tracciato, tuttavia, segue il preesistente. In quelle case, alla vigilia della demolizione, Vasco Pratolini tracciò un ritratto affettuoso degli abitanti, anche se celato dalla finzione, nel romanzo Il quartiere (1945).
Nella riorganizzazione del quartiere di Santa Croce scomparvero sia quelle zone verdi, sia il teatro Alfieri che qui sorgeva, per fare spazio alla Sede della Direzione provinciale delle Poste e Telegrafi. Oggi la strada è fiancheggiata solo da edifici moderni, come il palazzo dei Tipografi, l'edificio dell'Opera Nazionale Maternità e Infanzia (che su questo lato ha un giardino con un ulivo che richiama, forse involontariamente, il nome della strada) e dell'Ufficio tecnico erariale.
Nel tratto seguente si distingue l'edificio del cinema-teatro Alfieri, che ricorda nella denominazione l'antico teatro, che sorgeva in quest'area e che fu demolito nell'ambito del progetto di 'risanamento' del quartiere.
Come già dovette essere in antico, la strada mantiene ancora oggi carattere secondario, segnata com'è dai fronti posteriori dei nuovi edifici costruiti da un lato su via dell'Agnolo, da l'altro su via Pietrapiana e via Martiri del Popolo.